# John Lawrence (Rennfahrer)
John Nivison „Jock“ Lawrence (* 10. Juli 1921 in Hamilton; † 23. Mai 1998 in Hereford) war ein britischer Autorennfahrer.

## Karriere
John Lawrence war in den 1950er-Jahren als Rennfahrer aktiv. Seine ersten Erfolge hatte er 1953 bei nationalen Clubrennen in Großbritannien und stieg Mitte des Jahrzehnts in den internationalen Sportwagensport ein. Insgesamt gewann er 13 Rennen und erreichte 30-mal das Podium der ersten Drei. 1953 bestritt er für die Ecurie Ecosse auf einem Jaguar C-Type gemeinsam mit Jimmy Stewart das 1000-km-Rennen am Nürburgring und beendete diese Veranstaltung als Gesamtsechster.
Seinen größten Erfolg feierte er 1957 beim 24-Stunden-Rennen von Le Mans. Mit Partner Ninian Sanderson wurde er Zweiter in der Gesamtwertung.

## Statistik

### Le-Mans-Ergebnisse
| Jahr | Team          | Fahrzeug      | Teamkollege      | Platzierung | Ausfallgrund         |
| ---- | ------------- | ------------- | ---------------- | ----------- | -------------------- |
| 1957 | Ecurie Ecosse | Jaguar D-Type | Ninian Sanderson | Rang 2      |                      |
| 1958 | Ecurie Ecosse | Jaguar D-Type | Ninian Sanderson | Ausfall     | überhitzter Zylinder |
| 1959 | Ecurie Ecosse | Tojeiro       | Ron Flockhart    | Ausfall     | Motor überhitzt      |

### Einzelergebnisse in der Sportwagen-Weltmeisterschaft
| Saison | Team          | Rennwagen     | 1   | 2   | 3   | 4   | 5   | 6   | 7   |
| ------ | ------------- | ------------- | --- | --- | --- | --- | --- | --- | --- |
| 1953   | Ecurie Ecosse | Jaguar C-Type | SEB | MIM | LEM | SPA | NÜR | RTT | CAP |
| 1953   | Ecurie Ecosse | Jaguar C-Type |     | 6   |     |     |     |     |     |
| 1956   | Ecurie Ecosse | Jaguar D-Type | BUA | SEB | MIM | NÜR | KRI |     |     |
| 1956   | Ecurie Ecosse | Jaguar D-Type |     | DNF |     |     |     |     |     |
| 1957   | Ecurie Ecosse | Jaguar D-Type | BUA | SEB | MIM | NÜR | LEM | KRI | CAR |
| 1957   | Ecurie Ecosse | Jaguar D-Type |     |     |     | 11  | 2   | 8   |     |
| 1958   | Ecurie Ecosse | Jaguar D-Type | BUA | SEB | TAR | NÜR | LEM | RTT |     |
| 1958   | Ecurie Ecosse | Jaguar D-Type |     |     |     | 9   | DNF |     |     |
| 1959   | Ecurie Ecosse | Tojeiro       | SEB | TAR | NÜR | LEM | RTT |     |     |
| 1959   | Ecurie Ecosse | Tojeiro       |     |     | DNF | DNF |     |     |     |